# Delson
Delson est une ville située dans la municipalité régionale de comté (MRC) de Roussillon, dans la région administrative de la Montérégie, au Québec, au Canada. Elle est située sur la Rive-Sud de Montréal.

## Toponymie
Le nom provient d’une contraction de Delaware & Hudson, une compagnie ferroviaire américaine dont la ligne se termine à Delson.

## Histoire
Delson est fondée le 4 janvier 1918 en tant que municipalité de village avant d'obtenir le statut de ville le 21 février 1957.
La ville est située sur le territoire de l'ancienne seigneurie de la Prairie de la Magdeleine et de la seigneurie du Sault.
Le village de Delson a connu la création de trois paroisses soit St. Andrews (1924) et St. David (1938) de l'Église unie, ainsi que Sainte-Thérèse-de-l'Enfant-Jésus (1932), catholique.

## Géographie
Sur son petit territoire, Delson est traversée par la route 132. La localité inclut également une portion du parc industriel Champlain ainsi que la gare Delson de la ligne Candiac du réseau de transport métropolitain Exo. Delson est à proximité des autoroutes 15 et 30; à mi-chemin du pont Honoré-Mercier et du pont Samuel-De Champlain.
La rivière de la Tortue Traverse la municipalité du sud vers le nord où elle en délimite le nord-est jusqu'à sa confluence avec le fleuve Saint-Laurent. La rivière Saint-Pierre, un affluent de la rivière Saint-Régis, traverse la pointe sud-ouest puis en délimite une section au nord-ouest en coulant vers le nord. 

## Démographie
| 1991  | 1996  | 2001  | 2006  | 2011  | 2016  | 2021  |
| ----- | ----- | ----- | ----- | ----- | ----- | ----- |
| 6 063 | 6 703 | 7 024 | 7 322 | 7 462 | 7 457 | 8 328 |

| Langue              | Population | Pct (%) |
| ------------------- | ---------- | ------- |
| Français seulement  | 6 440      | 88,16 % |
| Anglais seulement   | 515        | 7,05 %  |
| Français et Anglais | 65         | 0,89 %  |
| Autres langues      | 285        | 3,90 %  |

## Administration
Les élections municipales se font en bloc pour le maire et les six conseillers.
| Delson Maires depuis 2001                                                                                            |                     |                    |          |
| Élection | Maire               | Qualité            | Résultat |
| 2001 | Georges Gagné       | Maire depuis 1973  | Voir     |
| 2005 | Georges Gagné       | Maire depuis 1973  | Voir     |
| 2009 | Gilles Meloche      | Décédé en fonction | Voir     |
| 2013 | Gilles Meloche      | Décédé en fonction | Voir     |
| 2016 | Paul Jones          | Maire intérimaire  | Voir     |
| 2016 | Christian Ouellette |                    | Voir     |
| 2017 | Christian Ouellette | Voir               |          |
| 2021 | Christian Ouellette | Voir               |          |
| Élection partielle en italique Depuis 2005, les élections sont simultanées dans toutes les municipalités québécoises |                     |                    |          |

## Emploi
Les principaux secteurs d'emploi sont dans le secteur du bois et du transport.
Les principaux employeurs sont :
- Stella-Jones
- Goodfellow inc.
- Transport Delson
- Transport W. J. Deans
- Canadian Tire
- Pasquier

## Transport
Le transport en commun est assuré par Exo Roussillon qui dessert également les villes voisines de Saint-Constant et de Sainte-Catherine, l'organisme dessert la municipalité par un service d'autobus et de taxibus. L'organisme Exo est également responsable des trains de banlieue dans la région métropolitaine et dessert donc la ligne Candiac.